# Чистое (Мамлютский район)
Чистое (каз. Чистое) — село в Мамлютском районе Северо-Казахстанской области Казахстана. Входит в состав Беловского сельского округа. Код КАТО — 595233600.

## География
Находится в 25-ти километрах от районного центра. Расположено около озера Чистое (не путать с оз.Чистое в с.Токарёвке).

## Население
В 1999 году население села составляло 563 человека (277 мужчин и 286 женщин). По данным переписи 2009 года, в селе проживало 249 человек (120 мужчин и 129 женщин).